# Igreja Matriz de Messejana
A Igreja Matriz de Messejana, igualmente conhecida como Igreja Paroquial de Messejana ou Igreja de Nossa Senhora dos Remédios, é um monumento religioso na freguesia de Messejana, no Município de Aljustrel, na região do Alentejo, em Portugal.

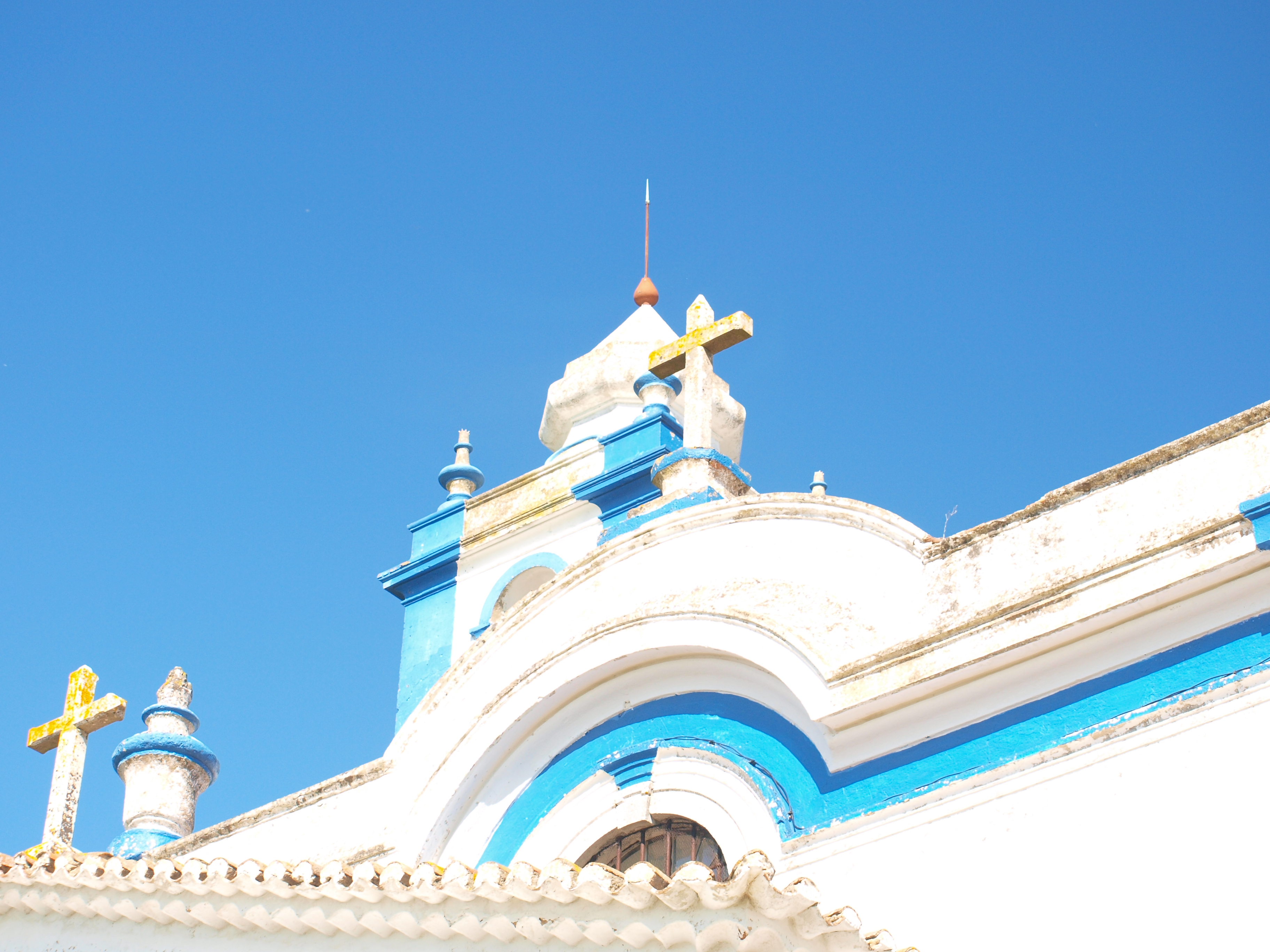
Pormenor do frontão na fachada principal.

## Descrição
O imóvel situa-se na encosta de uma colina onde também se encontram as ruínas do castelo, na periferia da vila de Messejana.
Integra-se nas correntes arquitectónicas do Barroco, rococó e neoclassicismo. A sua configuração, compacta e com uma grande verticalidade, e formada por uma nave e capela-mor abobadada, é um exemplo dos modelos típicos empregues nos templos da Ordem Militar de Santiago, embora apresente um maior nível de ornamentação do que os sóbrios edifícios originais. Este modelo surge principalmente nos templos construídos em meados do século XVIII. No interior destaca-se a capela lateral situada no lado do Evangelho, dos princípios do século XIX, que apresenta vários elementos inspirados pelo estilo neoclássico. O edifício é notável igualmente pela configuração semi-circular da cabeceira, pela presença das pilastras e dos cunhais encimados por fogaréus que marcam o ritmo das paredes, e pelos retábulos, ornamentados com talha dourada e polícroma. No interior encontra-se uma sepultura com o brasão da família Velho Costa, que atingiu uma certa notoriedade em Messejana no século XVIII. Também se destaca uma imagem de Nossa Senhora com o filho nos braços, semelhante à escultura Pietá de Miguel Ângelo, que provavelmente veio do Convento de Nossa Senhora da Piedade.

## História
O local onde se encontra a igreja foi ocupado pelo menos desde a época romana, uma vez que muito perto do edifício foi descoberta uma necrópole daquele período, com cinco sepulturas cobertas por lajes de xisto. A igreja foi construída ou reconstruída em meados do século XVIII, sendo também desse período o retábulo do altar-mor. No século XIX foi alvo de obras, que incluíram a instalação do nartex, e a edificação da capela lateral, que foi concluída em 1809.
Segundo o padre João Rodrigues Lobato, na igreja encontram-se túmulos brasonados e placas murais, incluindo uma na nave: «A S. PERPETVA D. IOAO VIO SOARES E DSVA FILHA IZABEL VELHA SOARES M Q FOID LVIS DA COSTA PINHEIRO PA EL E SEUS DCENDENTES PA SEMPRE f 41 S. PERPETUA DE MIGVEL FRZ CANELAS E DE VERONICA RAVEZ SUA MOLHER QUE AQUI JAZEM. ENTERADOS E: DE SEVS DSENDENTES 1630» e outras duas nas capelas laterais: «O BENEMERITO E PIEDOSO CAVALHEIRO ALONSO GOMES MANDOU RECONSTRUIR ESTA CAPELA QUE PETENCENDO [SIC] A N S ROSÁRIO PASSOU A SERVIR PARA O SENHOR JESUS DOS PASSOS CUJA IMAGEM PARA AQUI FOI TRASLADADA NO DIA 22 DE MARÇO DE 1889 SENDO PRIOR D'ESTA FREGUESIA O PADRE JOSE DA PIEDADE CARACOL» e «ESTA CAPELA MANDOU PINTAR BERNARDO IOZE DA SLVA 1809».
Em Novembro de 2023 foi assinado o contrato da empreitada para o restauro do altar-mor da igreja, entre a Igreja Paroquial da Freguesia de Messejana e a especialista em conservação e restauro Joana de Almeida Dias. Segundo a Fábrica Paroquial, esta obra iria incidir sobre a «conservação e reabilitação» do retábulo, «tendo em vista a sua salvaguarda e preservação», e custou cerca de 75 mil euros, tendo sido apoiada pela Câmara Municipal de Aljustrel e por fundos comunitários, no âmbito do programa de Renovação de Aldeias do Plano de Desenvolvimento Rural 2020. O altar-mor foi inaugurado após as obras em 13 de Agosto de 2024.